# Non-maskable interrupt
Nell'architettura dei calcolatori, un non-maskable interrupt ("interruzione non mascherabile", abbreviato in NMI) è un particolare tipo di segnale di interrupt che non può essere ignorato ("mascherato") dalla CPU.
Un interrupt di questo tipo può essere usato per segnalare malfunzionamenti irrecuperabili delle componenti hardware del computer. È un segnale asincrono, poiché potrebbe avvenire in qualsiasi momento, diversamente dagli interrupt chiamati con la speciale istruzione int $type, dove type è il numero d'ordine, da 0 a 255. Gli interrupt giungono al processore mediante un determinato piedino attivo basso, /NMI. I motivi per cui viene generata un'interruzione di questo tipo sono legati principalmente a problemi di circuiteria all'interno del processore, si pensi ad un abbassamento improvviso della tensione. Questo speciale tipo di interrupt ha un tipo implicito fisso. La routine che va in esecuzione per effetto di queste tenterà di risolvere il problema che ha prodotto l'interrupt stesso. Occorre notare che questo tipo di interruzioni, come tutte quelle esterne, sono asincrone rispetto al programma.